# Беркл (кратер)
Кратер Беркл (англ. Burckle Crater) — подводное топографическое геологическое образование диаметром около 29 километров в юго-западной части Индийского океана. По предположениям отдельных учёных, этот объект является ударным кратером, что оспаривается другими геологами и он только предположительно является крупным ударным кратером на морском дне. Кратер Беркл находится на глубине 3810 метров под поверхностью в южной части Индийского океана к востоку от Мадагаскара и к западу от Западной Австралии, рядом со срединно-океаническим Юго-Западным Индийским хребтом.
Местоположение кратера Беркл было определено в 2006 году рабочей группой по исследованию голоценовых столкновений с астероидами, с целью объяснить древние шевронные дюнные образования в Австралии и на Мадагаскаре. Основываясь на гипотезе о том, что эти дюны были образованы мегацунами, возникшем в результате удара, исследователи смогли триангулировать местоположение кратера.